# Upplands runinskrifter 411
Upplands runinskrifter 411 är en vikingatida runsten av ljusröd granit i Norra Til, Sankt Olovs socken (Sankt Olof) och Sigtuna kommun.
Runstenen är 2 meter hög, 0,8 meter bred och 0,7 meter tjock. Ristningen vetter åt söder. Runhöjden är 7 centimeter.

## Inskriften
Translitterering av runraden:
× ilturi × lit × raisa × stin × eftiʀ × sukiʀ × faþur × sin × kuþ × hialbi · ant · ahns ×
Normalisering till runsvenska:
''ilturi let ræisa stæin æftiʀ Syggæiʀ/Søygæiʀ, faður sinn. Guð hialpi and hans.
Översättning till nusvenska:
ilturi lät resa stenen efter Sigger, sin fader. Gud hjälpe hans ande.
Namnet ilturi är unikt för U 411. Det kan vara ett prefixbinamn, som börjar på ill — «ond», eller kan återge ett Eld-Orri (det sistnämnda är inte omöjligt, men osannolikt). Sigger är ett sammansatt namn Sig-gæiʀʀ, som kan finnas i nominativform [sikiʀ] på U 224 samt i ackusativform si[k]is på U 1104.